# 太和殿

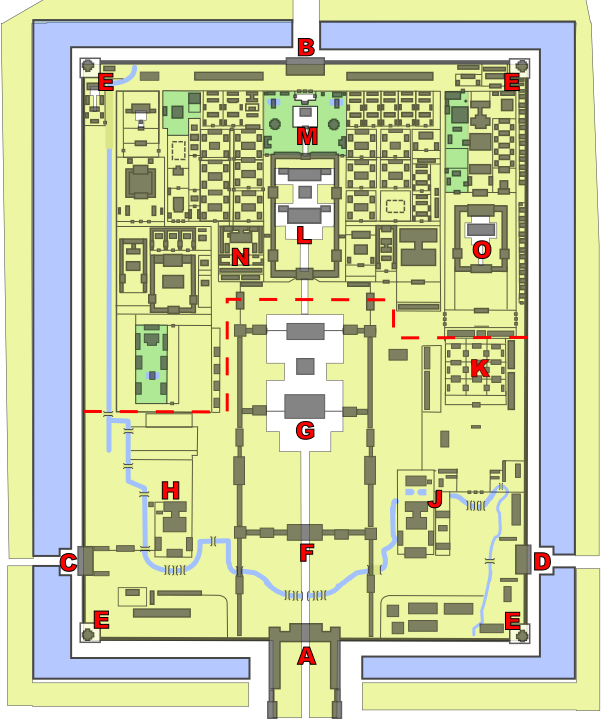
紫禁城示意圖：G. 太和殿

太和殿，俗稱金鑾殿或金鑾宝殿，為北京故宮外朝三大殿中最南面的宮殿，是紫禁城内規模最大、開間最多、進深最大和屋頂最高的殿宇，也是中国现存古建筑中面积最大的一座
，並是明清兩朝北京城內最高的建築，堪稱中華第一殿。皇帝登基、冊立皇后等大典都在此举行。太和殿是皇权的象征，因而在各種形式上都刻意追求與眾不同。
太和殿位于紫禁城南北主轴线的显要位置，明永乐十八年（1420年）建成，称奉天殿。嘉靖四十一年（1562年）改称皇极殿。清顺治二年（1645年）改今名。自建成后屡遭焚毁，又多次重建，现所见为康熙三十四年（1695年）重建后的形制。太和殿、中和殿、保和殿建在一座三层汉白玉台基上，合称“三大殿”。“三大殿”和东面的文华殿、西面的武英殿等建筑合称“外朝”。三大殿位于紫禁城中轴线暨北京中轴线上。

## 历史

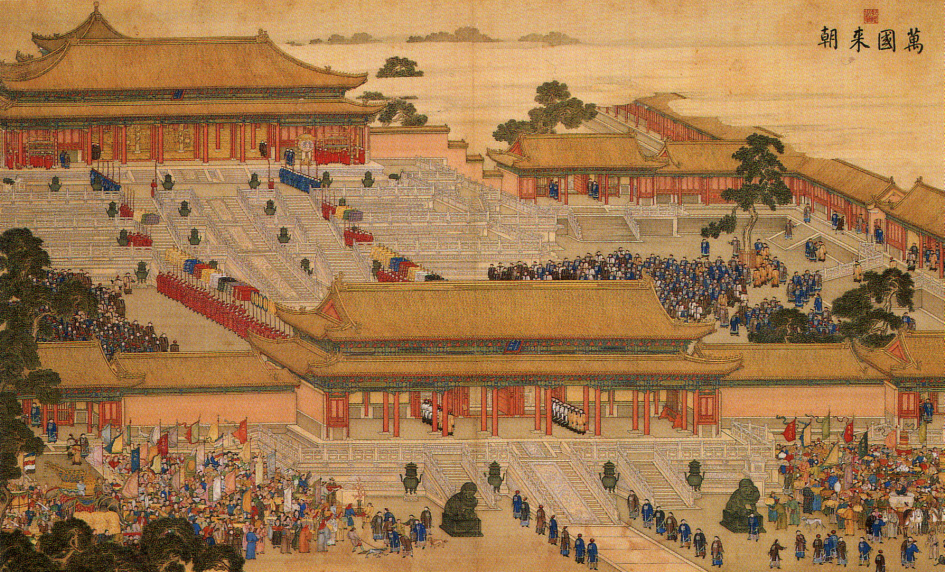
清乾隆《万国来朝图》局部，前为太和门，后为太和殿

太和殿始建于明朝永乐四年（1406年），建成于永乐十八年（1420年），初名奉天殿。奉天殿初建时的体量，据《明世宗实录》卷四百七十记载：“原旧广三十丈，深十五丈云”，即面阔95米，进深48米，面积达4522平方米，大小为现今太和殿的近2倍。

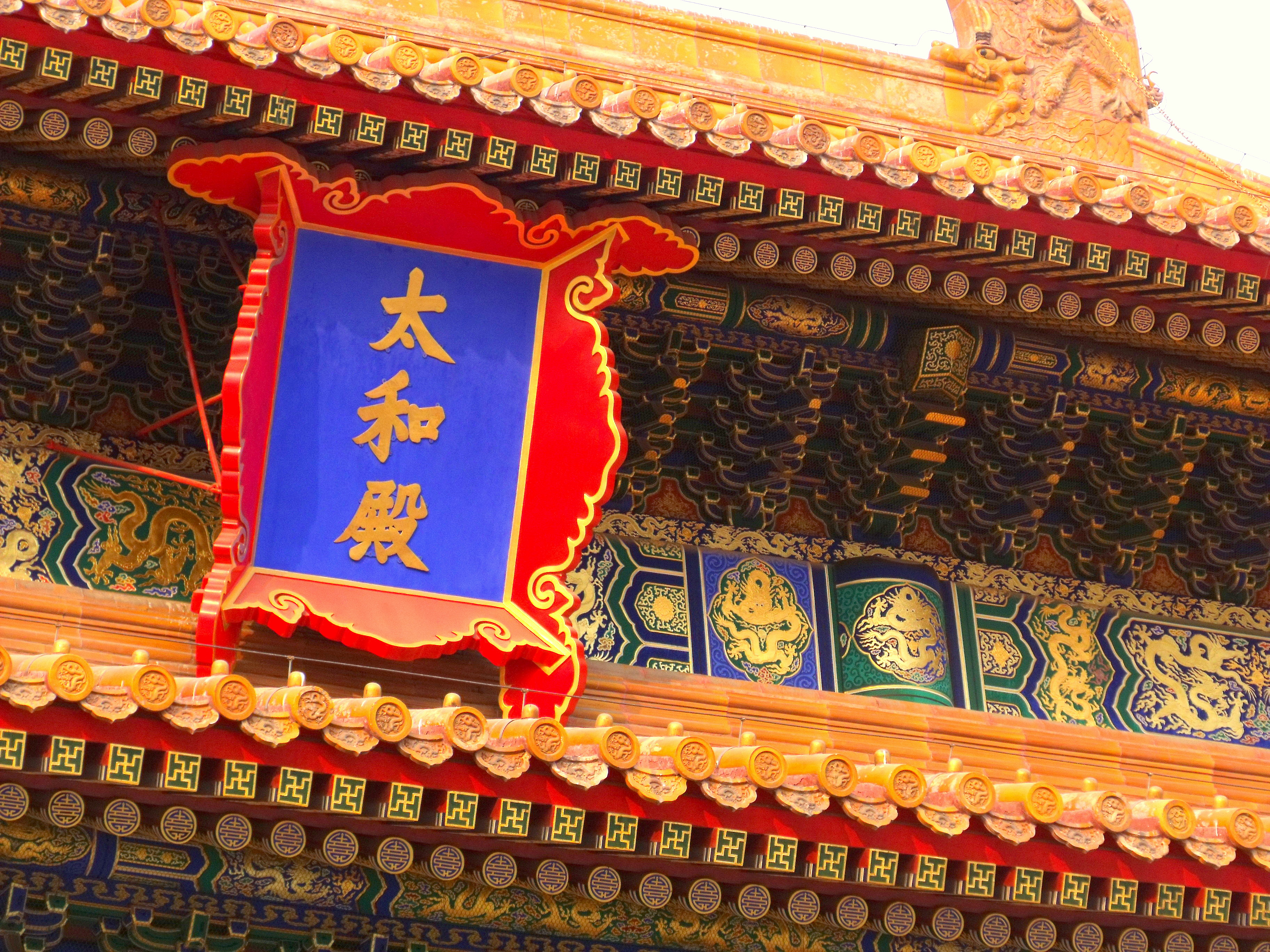
太和殿匾额

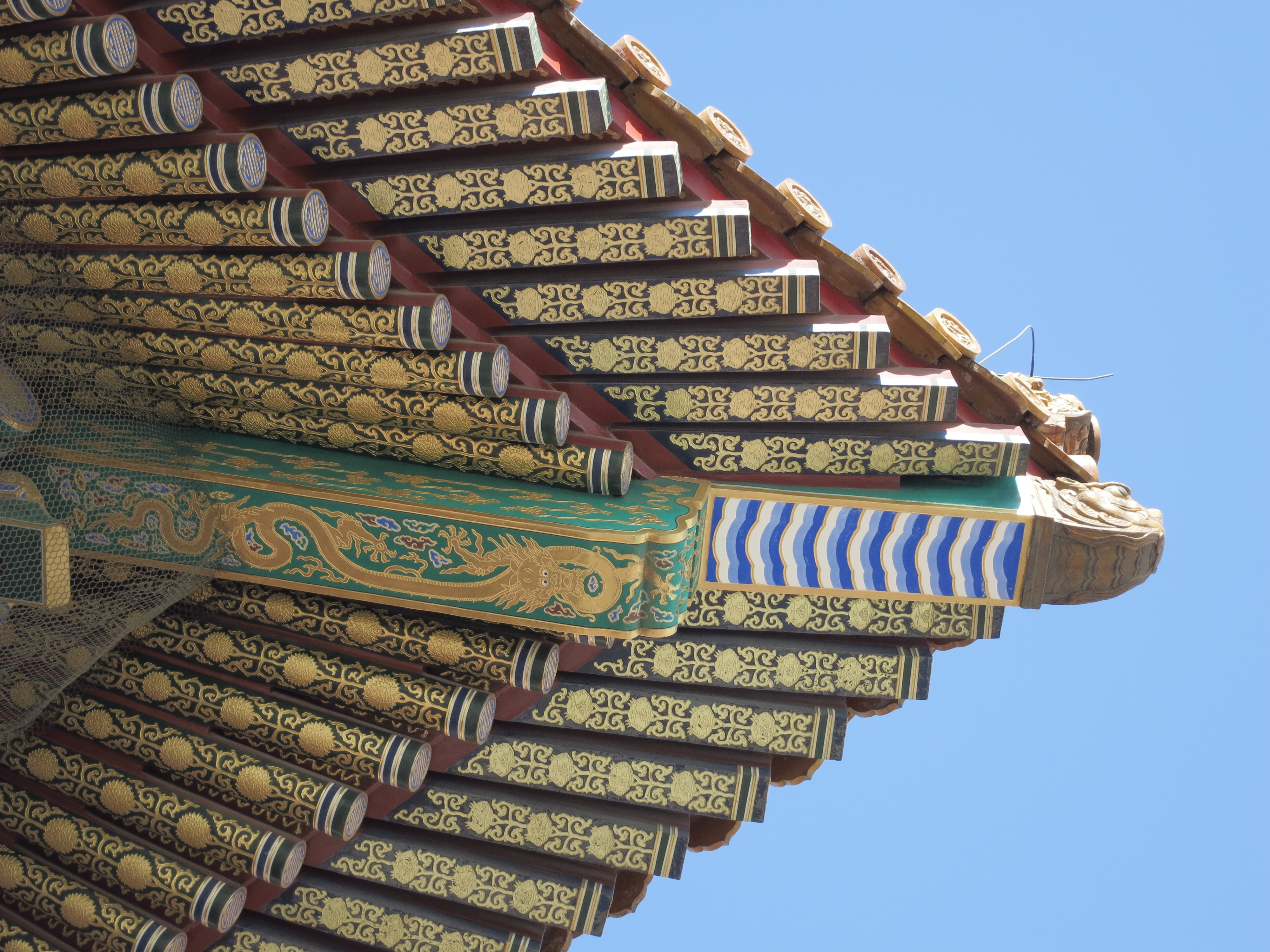
太和殿的转角出檐

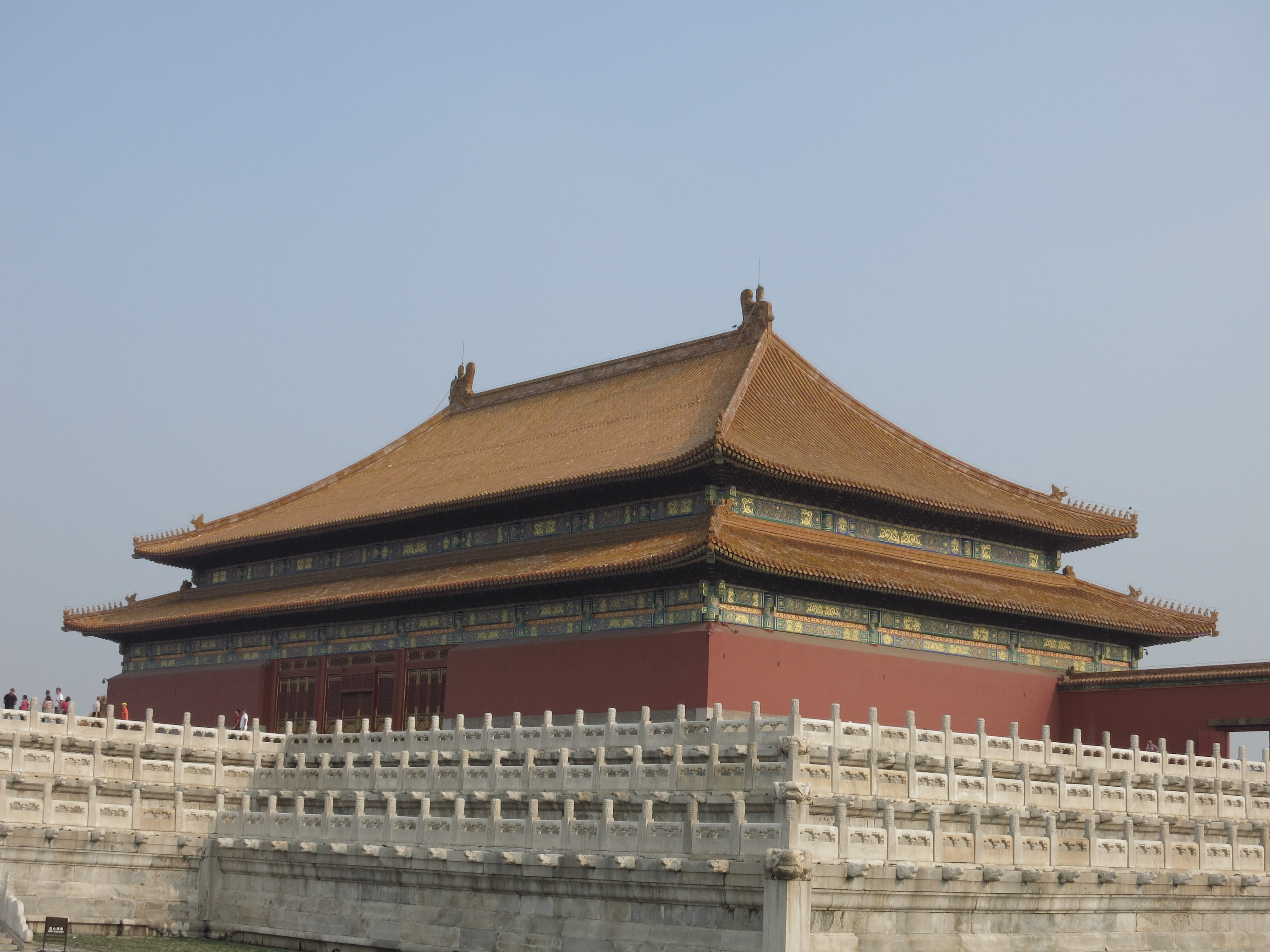
从西北方向看太和殿后面

永乐十九年（1421年），奉天殿遭雷击焚毁，正统元年（1436年）至正统六年（1441年）重建。嘉靖三十六年四月丙申（1557年5月11日），又遭雷击焚毁。嘉靖四十一年（1562年），完成重建，改名为皇极殿，仅为原奉天殿的三分之二大小，所以与原建筑的大基座相比显得小。万历二十五年（1597年）遭遇火灾，天启七年（1627年）重建。
清朝顺治二年（1645年），改名为太和殿。顺治三年（1646年）和康熙八年（1669年）各重修一次。
康熙十八年（1679年）十二月初三半夜，由于太监失误，太和殿西边御膳房失火，太和殿再次被焚毁。康熙三十四年（1695年）至康熙三十六年（1697年）重建。现存的太和殿即此次重建后的形制，因防火需要，原正殿两侧副阶被改为夹室，木构斜廊被改为防火砖墙。
明朝、清朝太和殿的主要用途有：
1. 大典：明朝、清朝24位皇帝均在太和殿举行大典，例如皇帝即位、皇帝大婚、册立皇后、命将出征。[4]
2. 朝会：皇帝在太和殿接受文武官员朝贺，称“朝会”，朝会使用大量陈设、乐器等设备，规模极大。朝会中，以每年万寿节、元旦和冬至三大节举行的“大朝仪”规模最为盛大，皇帝在太和殿接受文武官员朝贺，并向王公大臣赐宴。此外，每月朔望也会在太和殿举行“常朝仪”，皇帝会在太和殿接受文武官员的叩礼。[2][4]
3. 其他：清朝初年，曾在太和殿举行殿试。乾隆五十四年（1789年）起，改在保和殿举行，但“传胪”仍在太和殿举行。[4]

辛亥革命後，清遜帝溥仪仍居後宮。袁世凱意圖称帝，以三大殿為宮殿，對內外裝潢有所改動。其中寫有殿名的匾額上面的滿文被鑿去，漢文移至中間。

## 建筑

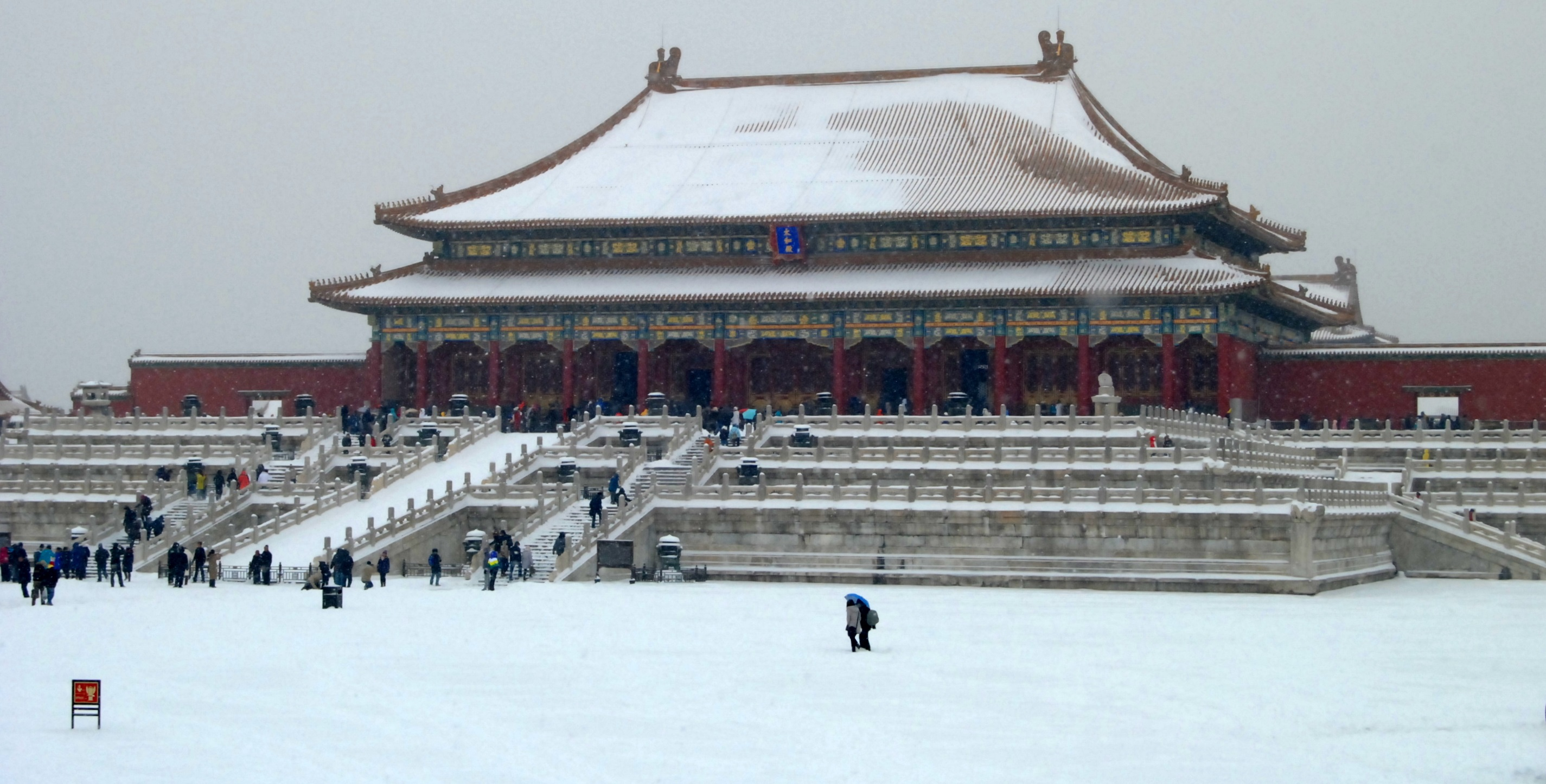
雪中太和殿

太和殿为紫禁城内等级最高、体量最大的建筑，建筑规制之高，装饰工艺之精，堪居中国古代建筑之首。
太和殿面阔11间（63.96米），进深5间（宽37米），建筑面积2377平方米，殿高26.92米，加上下面的须弥座和高达8.13米的三层台基，通高35.05米。台基上有大量的龙凤石雕。现存的太和殿，面闊低於太廟前殿的面闊68.2米，也低於明長陵稜恩殿的面闊66.75米。

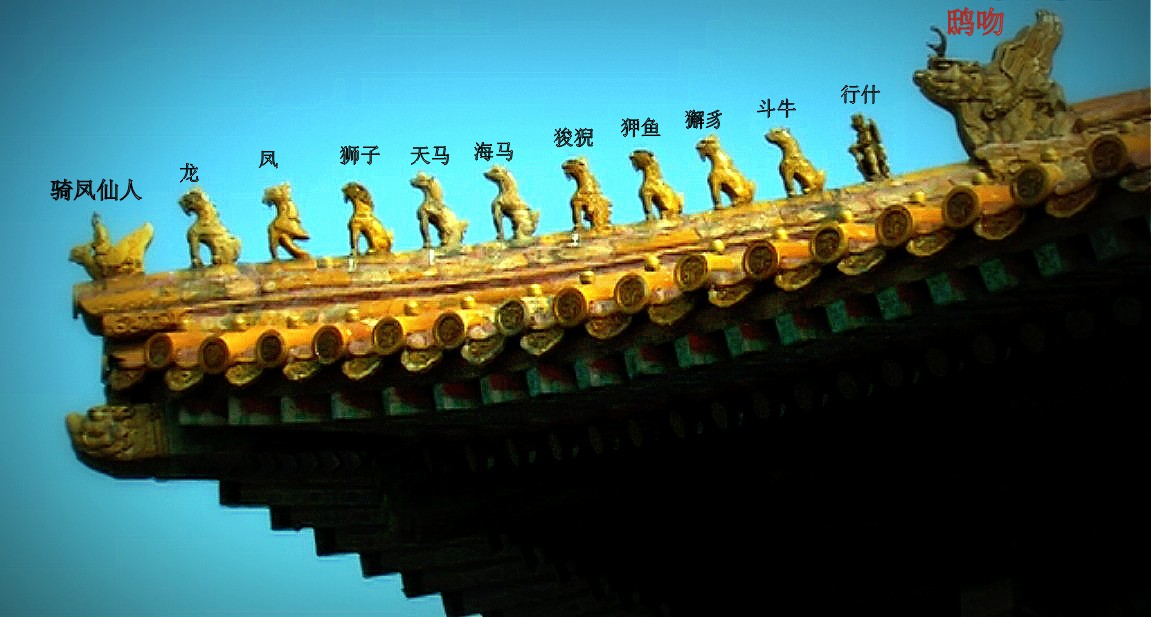
太和殿殿顶仙人神兽排列示意图。自左至右依次为：0骑凤仙人、1龙、2凤、3狮子、4天马、5海马、6狻猊、7狎鱼、8獬豸、9斗牛、10行什。最右侧为螭吻。

太和殿为重檐庑殿顶。殿顶正脊两端的螭吻，每个由13块琉璃构件组成，螭吻高3.40米、宽2.68米、厚0.32米、重约4.3吨，是紫禁城内最大的螭吻。殿顶垂脊檐角上有琉璃制成的仙人神兽像，除骑凤仙人外还有10个神兽，数量之多为现存古建筑中所仅见，分别是龙、凤、狮子、天马、海马、狻猊、狎鱼、獬豸、牛、行什。它们既起到美观的作用。又寄托着风调雨顺、国泰民安的愿望。这些仙人神兽像也有建筑功能。屋脊的坡度会使脊瓦下滑，交梁上需要铁钉固定，为了保护铁钉免受雨雪侵蚀，这些仙人神兽像就用来当铁钉的帽子，并起到装饰作用。垂兽、套兽、戗兽也都是一样的作用。

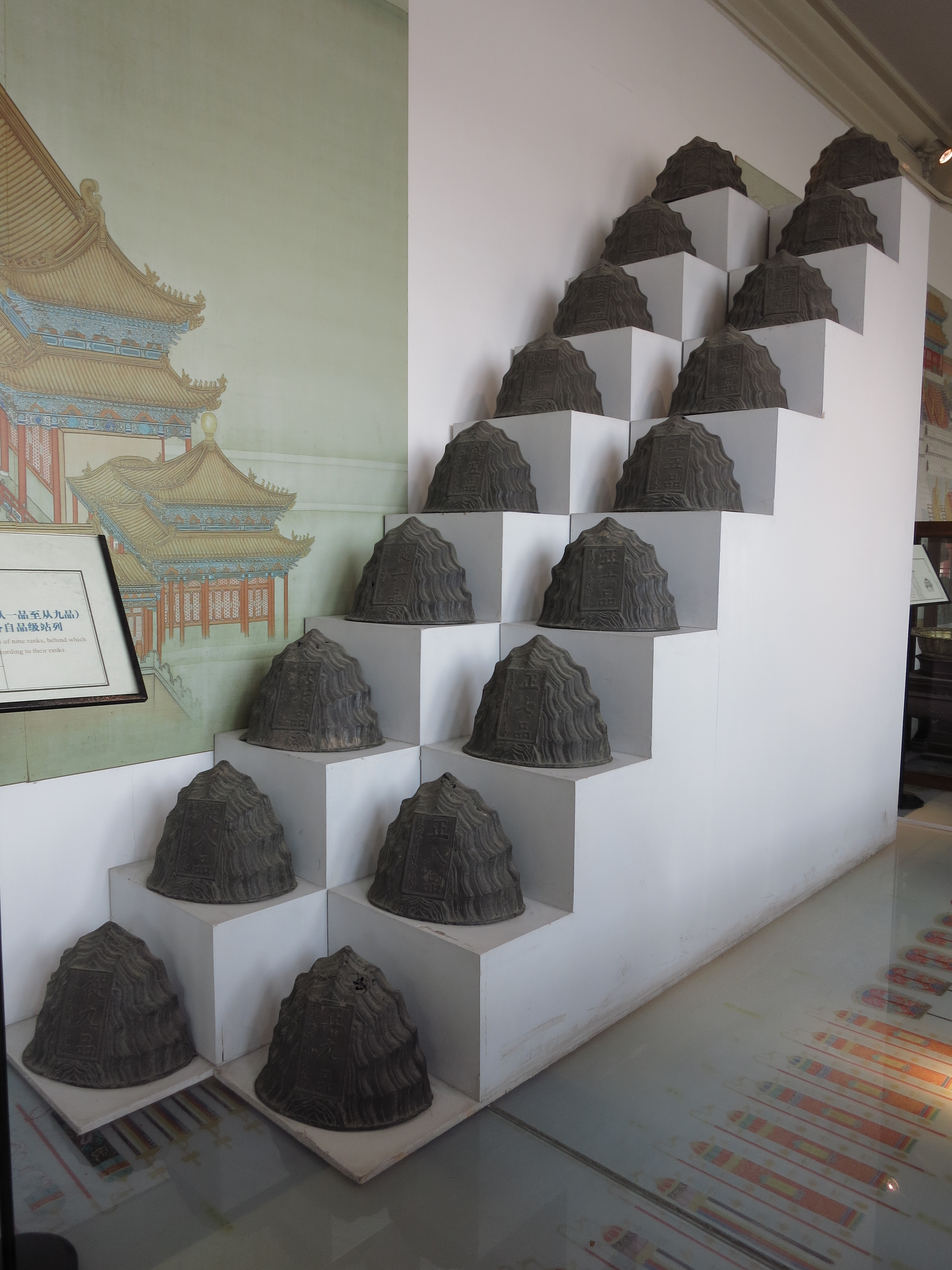
清朝举办大典时，摆放在太和殿广场上的品級山，官員依據品級山標示位置根據自己的等級入位。品級山现在太和门西庑的“清宫卤簿仪仗展”展出

太和殿装饰豪华。檐下施以密集的斗栱，室内外梁枋饰和玺彩画。门窗上部嵌有菱花格纹，下部浮雕云龙图案，接榫处有镌刻着龙纹的鎏金铜叶。
太和殿共有立柱72根，最高的12.7米，最粗的直径1.06米。原来都是楠木立柱，但早已毀於康熙十八年（1679年）火灾，今太和殿的柱子是清朝康熙年间重建時用松木拼接而成，其中包括宝座两侧直径1米的6根沥粉贴金云龙图案巨柱。这种沥粉贴金云龙图案巨柱是紫禁城其他建筑物没有的。所贴金箔使用深浅两种颜色，以突出图案。6根沥粉贴金云龙图案巨柱上的龙，龙头全都望向宝座。太和殿内的天花、藻井等的设计，康熙十八年（1679年）火灾以前也是所有宫殿中等级最高的。藻井寓意为“水”。天花上有专为太和殿描画的彩画，以龙凤图案为主，大量使用金色。彩画同时也应用在柱子等地方。
太和殿内地面铺砌金砖，每块边长约为0.67米，整个太和殿共有4718块金砖。所谓金砖，是苏州等地烧制的高级砖块，烧制程序十分复杂，前后花费时间长达半年以上，成品还需经过仔细挑选，才能铺砌在太和殿上。
太和殿前的东、西两庑各有一阁：
- 弘义阁：位于太和殿前广场西侧。
- 体仁阁：位于太和殿前广场东侧。

两阁北侧各有一门：
- 右翼门：位于太和殿前广场西侧，弘义阁北侧。坐东朝西。
- 左翼门：位于太和殿前广场东侧，体仁阁北侧。坐西朝东。

太和殿东、西两侧有墙，墙上各开一随墙门。三大殿台基以下，东、西两侧另外各有一门：
- 中右门：位于太和殿西侧。面阔五间，单檐歇山顶，上覆黄色琉璃瓦。
- 中左门：位于太和殿东侧。面阔五间，单檐歇山顶，上覆黄色琉璃瓦。

### 殿内陈设

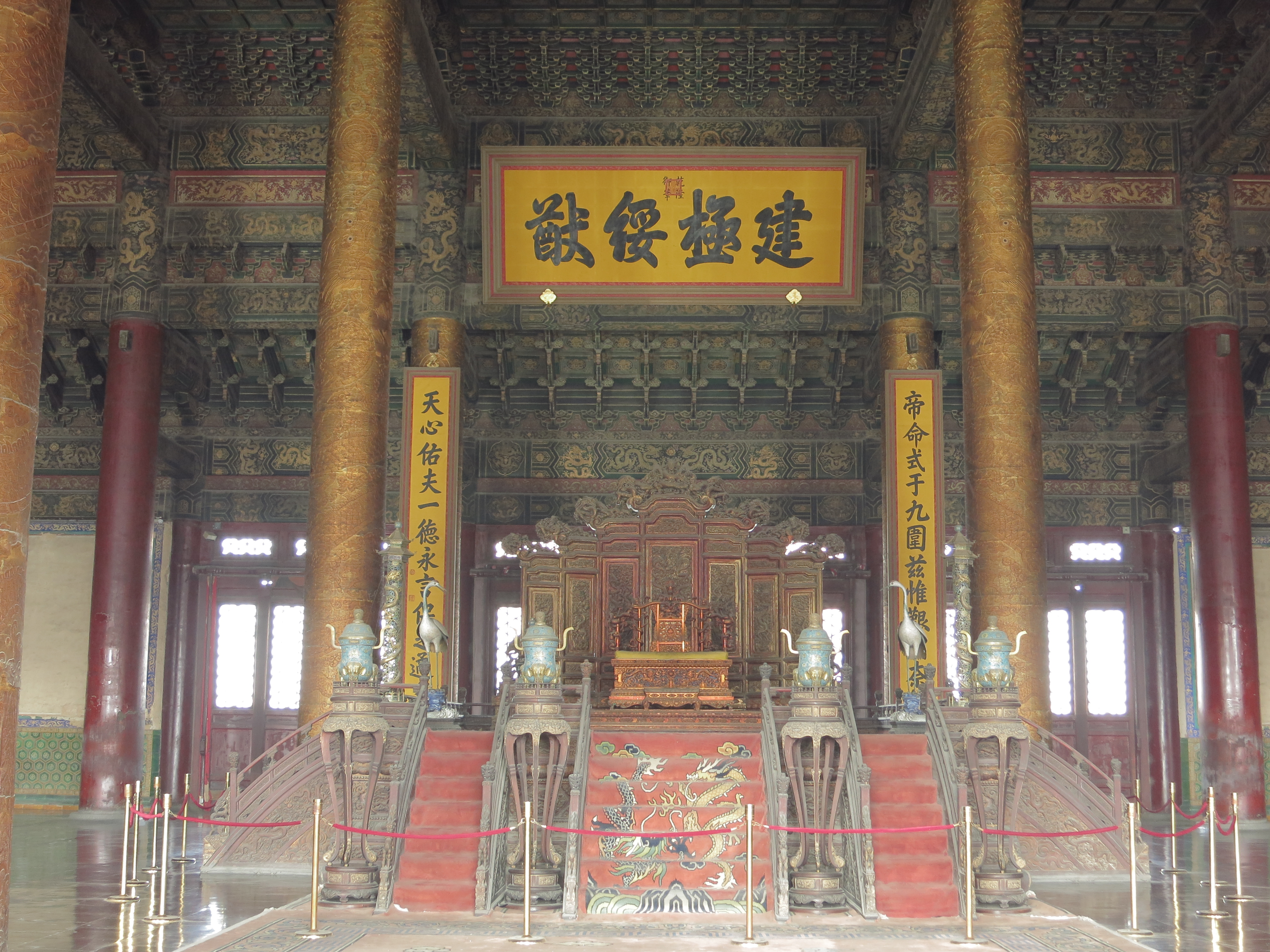
太和殿內景

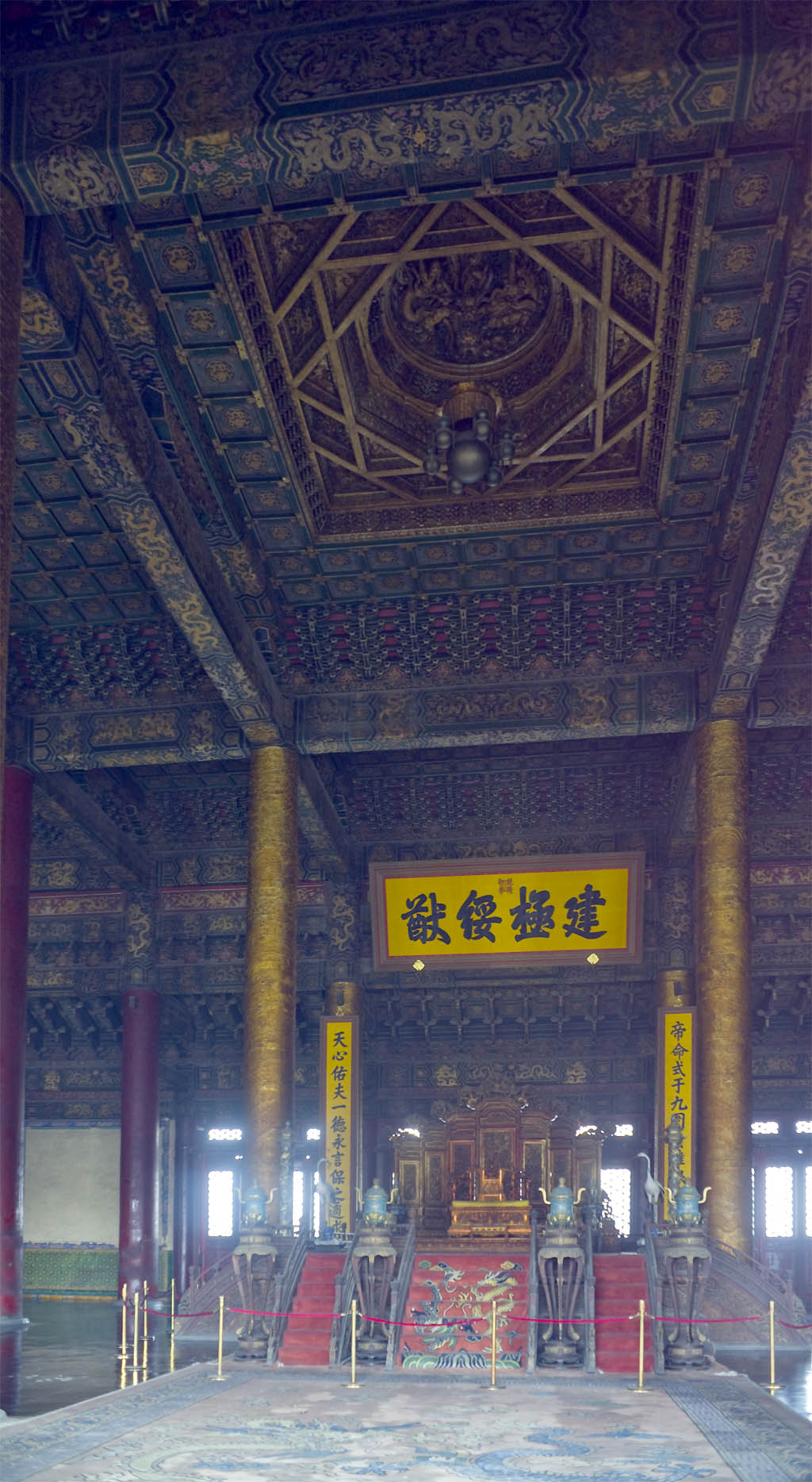
太和殿內景

太和殿内明间正中现设有雕着13条金龙的宝座，为髹金雕龍大椅（全稱：髹金漆雲龍紋寶座），是明朝嘉靖年间遺物，宝座通高172.5厘米，座高49厘米，座宽158.5厘米，座前脚踏高30厘米，椅背为“圈椅”式，由金丝楠木制成，雕有蟠龙，自中间向两侧扶手处逐渐走低，靠背背板平雕阳文云龙。宝座下有一小底座，小底座下为一大底座，大底座设在一个高约2米的朱漆方台上。方台为楠木制作，外髹金漆，四周采用宫殿基座形式，镶有大量宝石，方台正面和左右有7级台阶。宝座后面有雕龙金漆屏风，为清朝遗物，共七扇。宝座没有椅腿，取而代之的是一个约宽1.67米、深0.67米的须弥座底座。宝座前两侧有四对陈设：宝象、甪端、仙鹤、香亭。宝象象征国家安定、政权巩固；甪端为传说中的瑞兽；仙鹤象征长寿；香亭象征江山稳固。宝座上方悬挂有乾隆帝御题“建极绥猷”匾额。两侧柱子上挂有乾隆帝御题对联：“帝命式于九围兹惟艰哉奈何弗敬，天心佑夫一德永言保之遹求厥宁。”

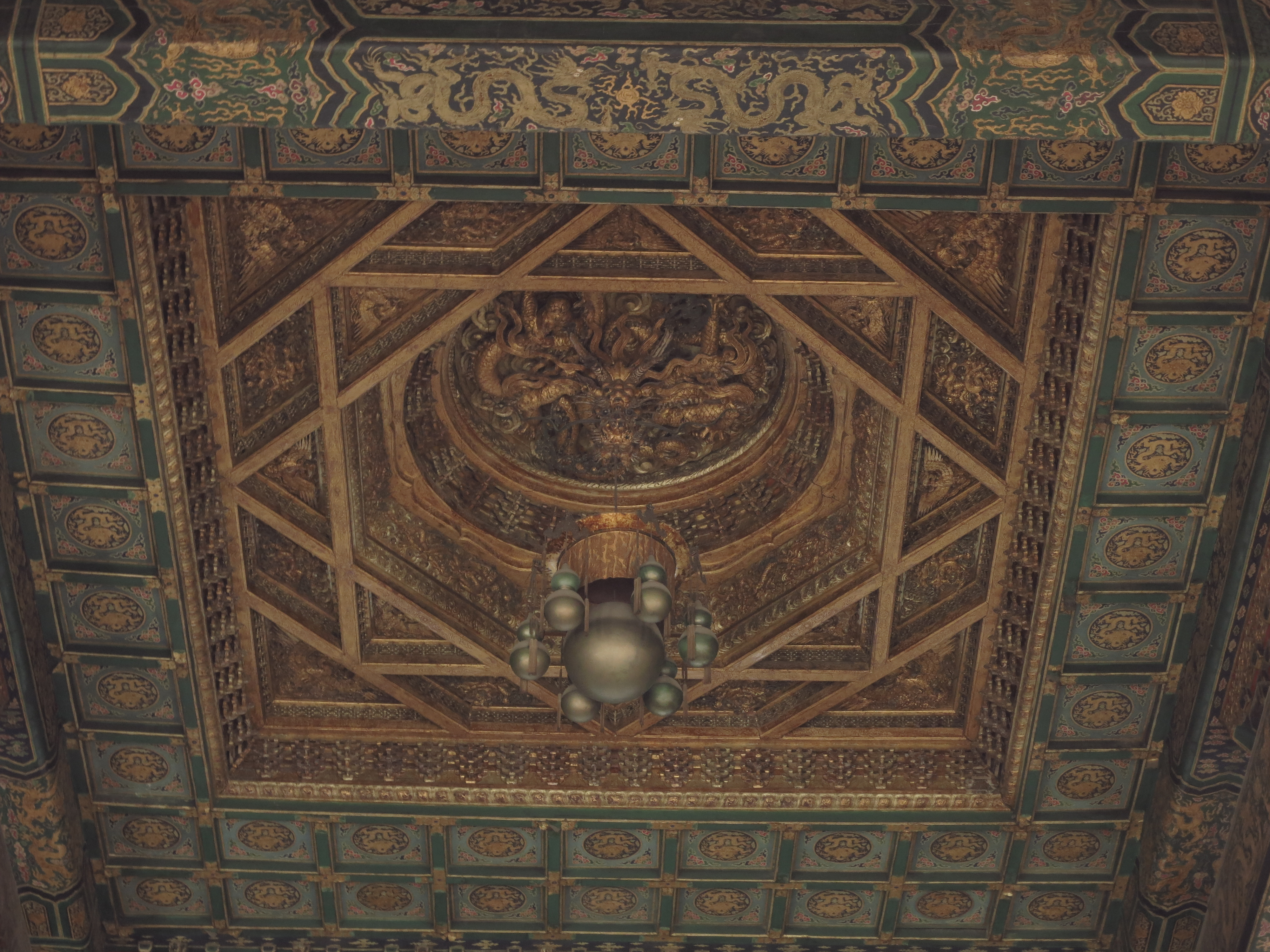
太和殿藻井和轩辕镜

如今太和殿内陈设的宝座和屏风中，只有屏风是清朝太和殿内的原物。清朝康熙时期重建太和殿，新制了宝座和屏风。1915年袁世凱稱帝時期，太和殿一度摆放当时新造的一張紫檀木宝座，为西洋风格的高背大椅，原来太和殿内的清朝宝座可能同时被毁。据说因袁世凯腿短身长，该宝座椅背高，座面短，椅背上有白缎绣成的一个袁世凯设想的“中华帝国”的国徽，宝座做工粗糙，白缎日久破裂后，可见其内装的是干草。这座袁世凯宝座从1915年到1958年一直放置在太和殿。1958年故宫博物院重新对外开放时，故宫博物院决定撤掉与太和殿整体风格不协调的袁世凯宝座，但找不到合适的宝座陈设。某一天，故宫博物院家具库汇报库内存有一只破旧的椅子，怀疑是个宝座，故宫博物院专家朱家溍亲自前往考证，推断那是明朝嘉靖年间撤换下来的太和殿宝座，并就此确定以该宝座残件为基础进行恢复。后来刘炳森绘图，13位专家经过一年多工作，在1964年9月将该宝座修复完成。因为宝座根据残件恢复，残件是明朝嘉靖年间遗物，所以恢复后的宝座是明朝风格，与宝座后面陈设的清朝屏风风格不同，这可从二者的龙纹和云纹上分辨出来。1958年撤下的袁世凯宝座，后来被故宫博物院拨交河北省遵化县清东陵，陈放在慈禧陵的祾恩殿内。
宝座上方天花正中安置形似伞盖向上方隆起的藻井。藻井正中雕有蟠卧巨龙，龙头下探，口衔宝珠。这宝珠是一颗大铜珠，名为“轩辕镜”，旁边还有6颗小珠。民间传说如果不是受命于天的人坐上宝座，轩辕镜就会落下来，致那个人于死地。据传说，袁世凯准备登基之前，怕轩辕镜掉下来砸死自己，于是下令将宝座向后（向北）移动2米。后来虽将袁世凯宝座替换为明朝嘉靖宝座，但位置并未移回，因此如今轩辕镜正下方是方台的台阶前沿，而非宝座。

### 殿外陈设
太和殿前带有宽阔的平台，称“丹陛”，俗称“月台”。丹陛上陈设日晷、嘉量各一，铜龟、铜鹤各一对，铜鼎18座（铸造于乾隆年间）。日晷为古代计时器，嘉量为古代标准量器，二者均象征皇权。龟、鹤象征长寿，铜龟、铜鹤内部中空，大典时用来燃放檀香。
太和殿、中和殿、保和殿三大殿所在的高8.13米的三层汉白玉台基，周围环以汉白玉栏杆。栏杆下安有排水用的石雕龙头，每逢下雨时，排水龙头一起喷水，形成“千龙吐水”的景观。

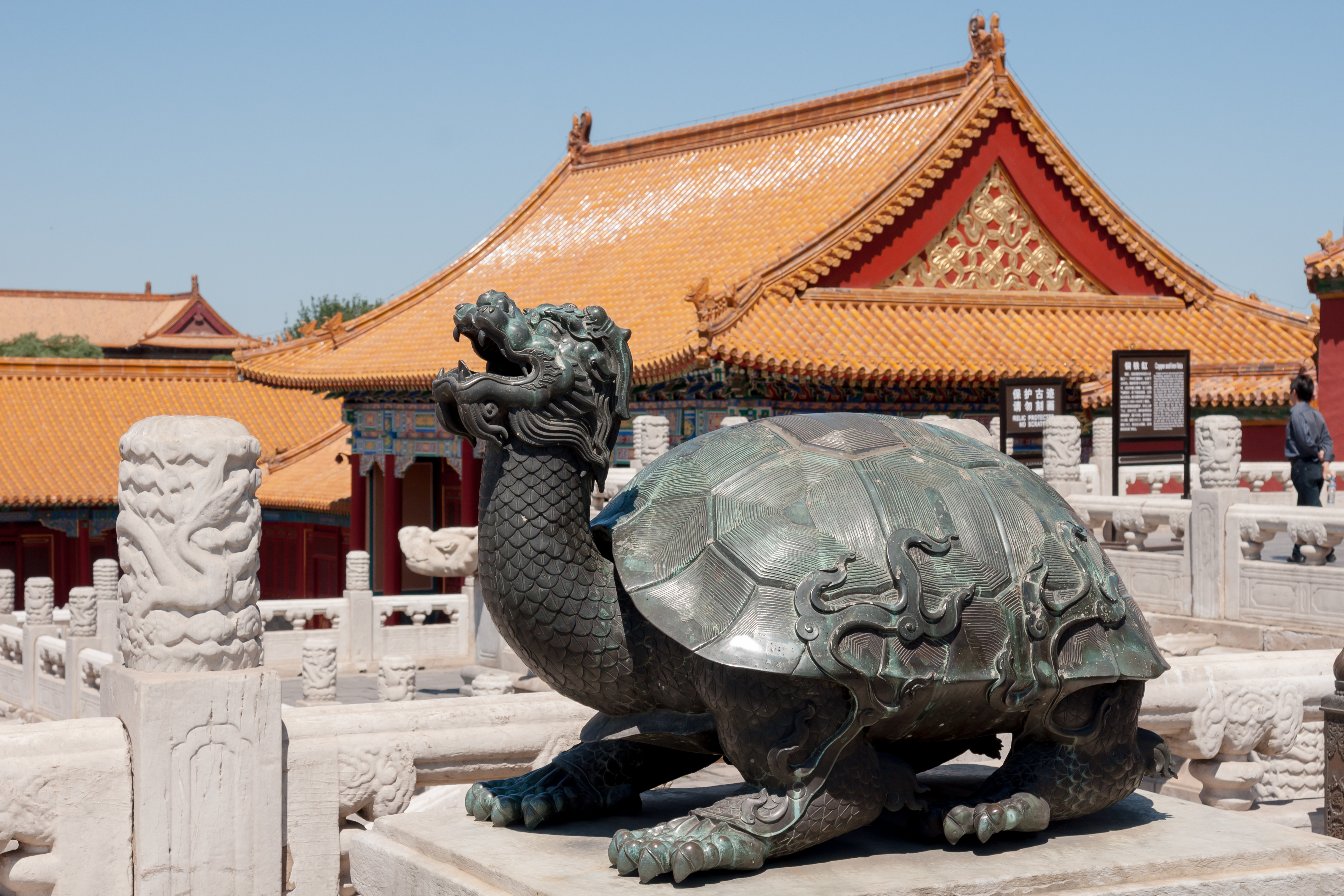
丹陛西侧的铜龟
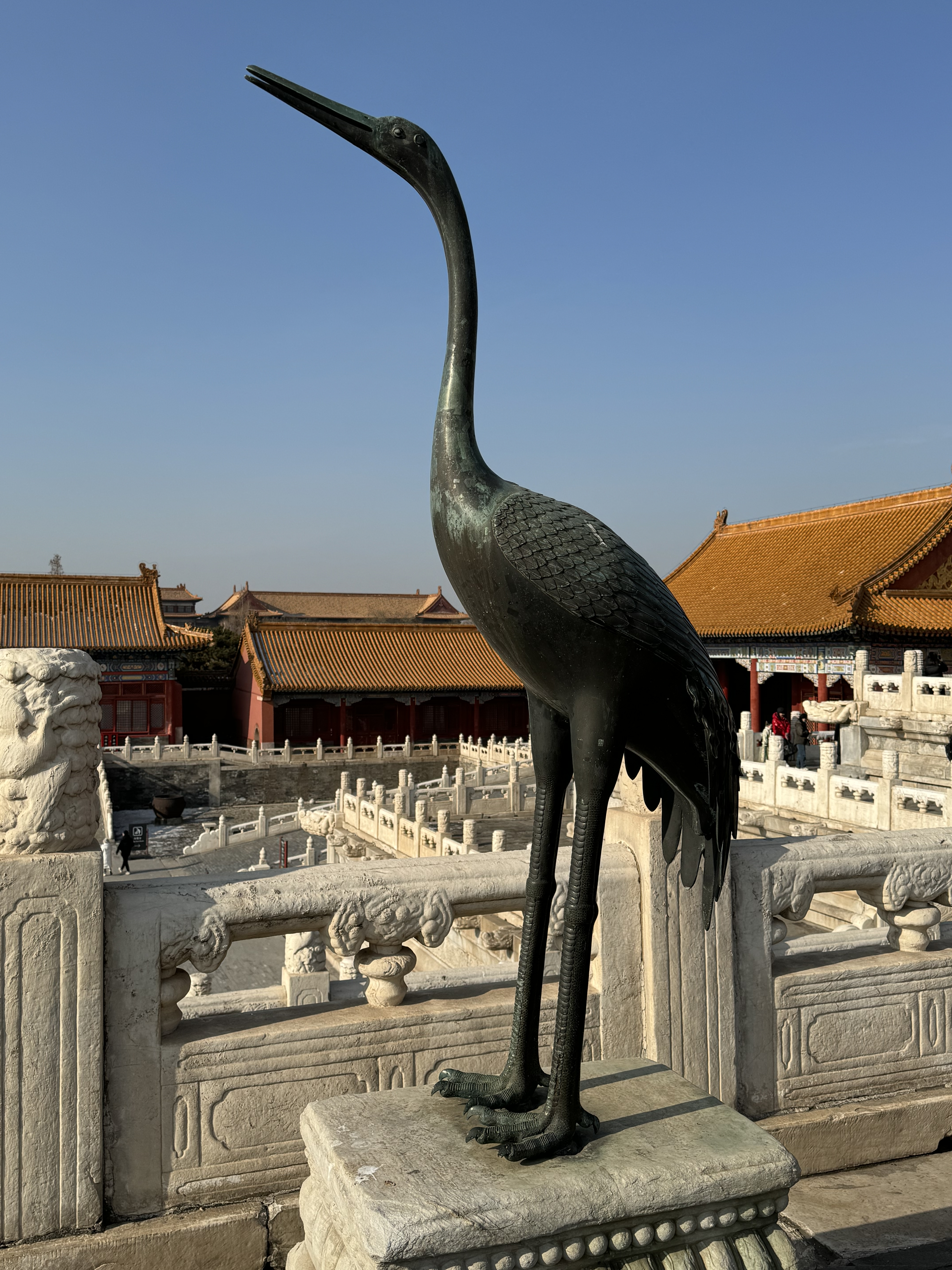
丹陛西侧的铜鹤
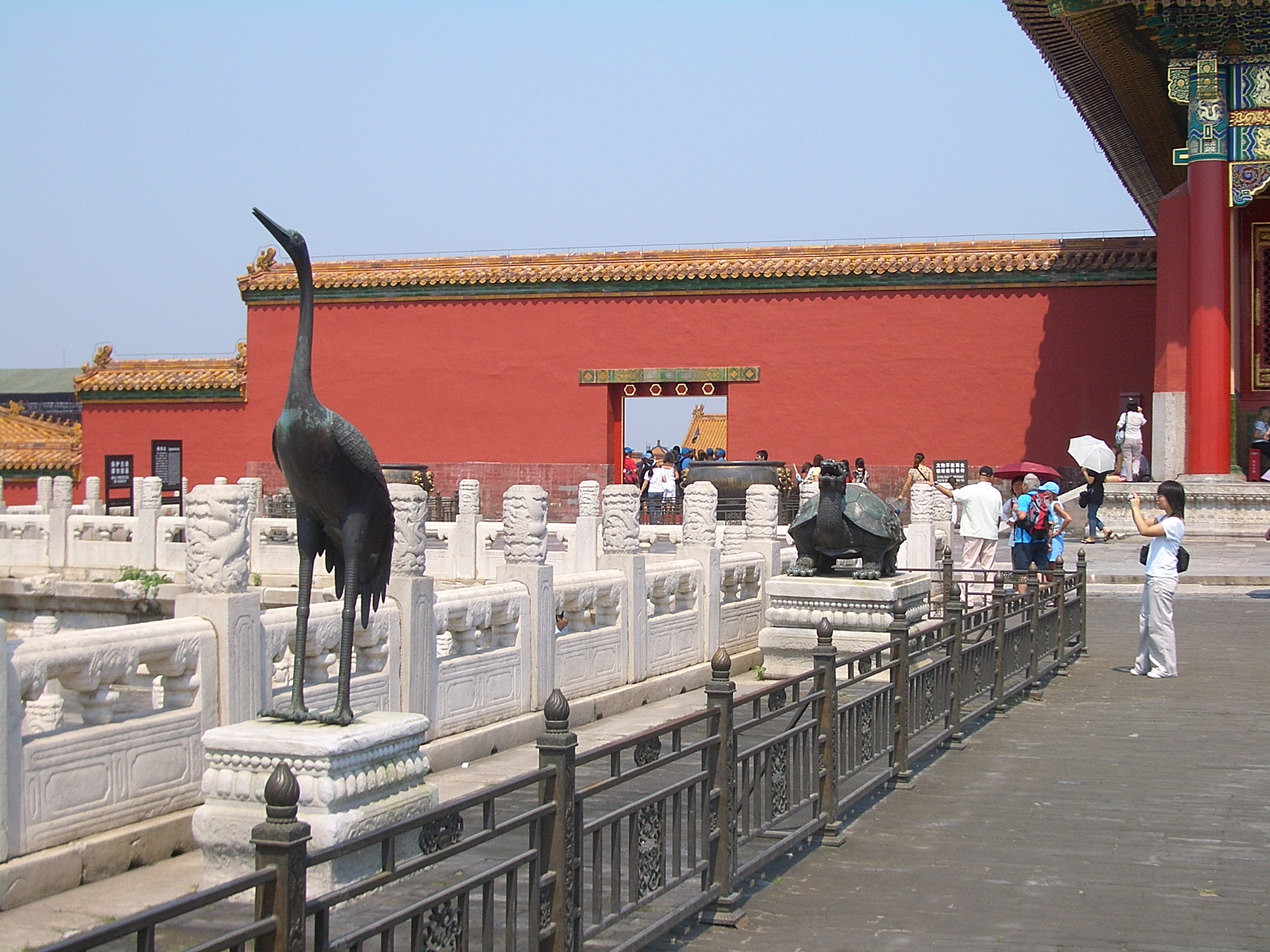
丹陛西侧的铜龟、铜鹤
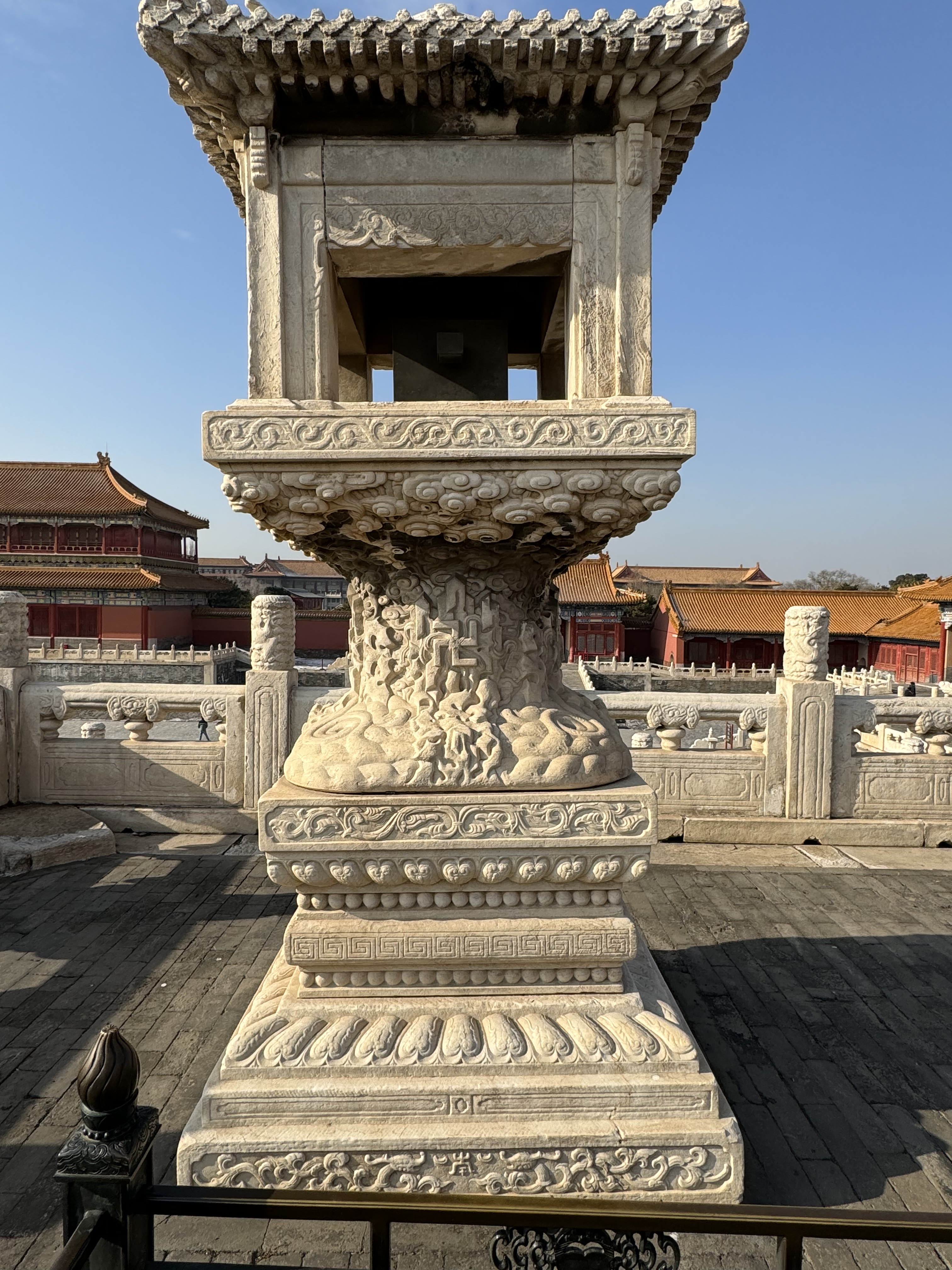
丹陛西侧的嘉量
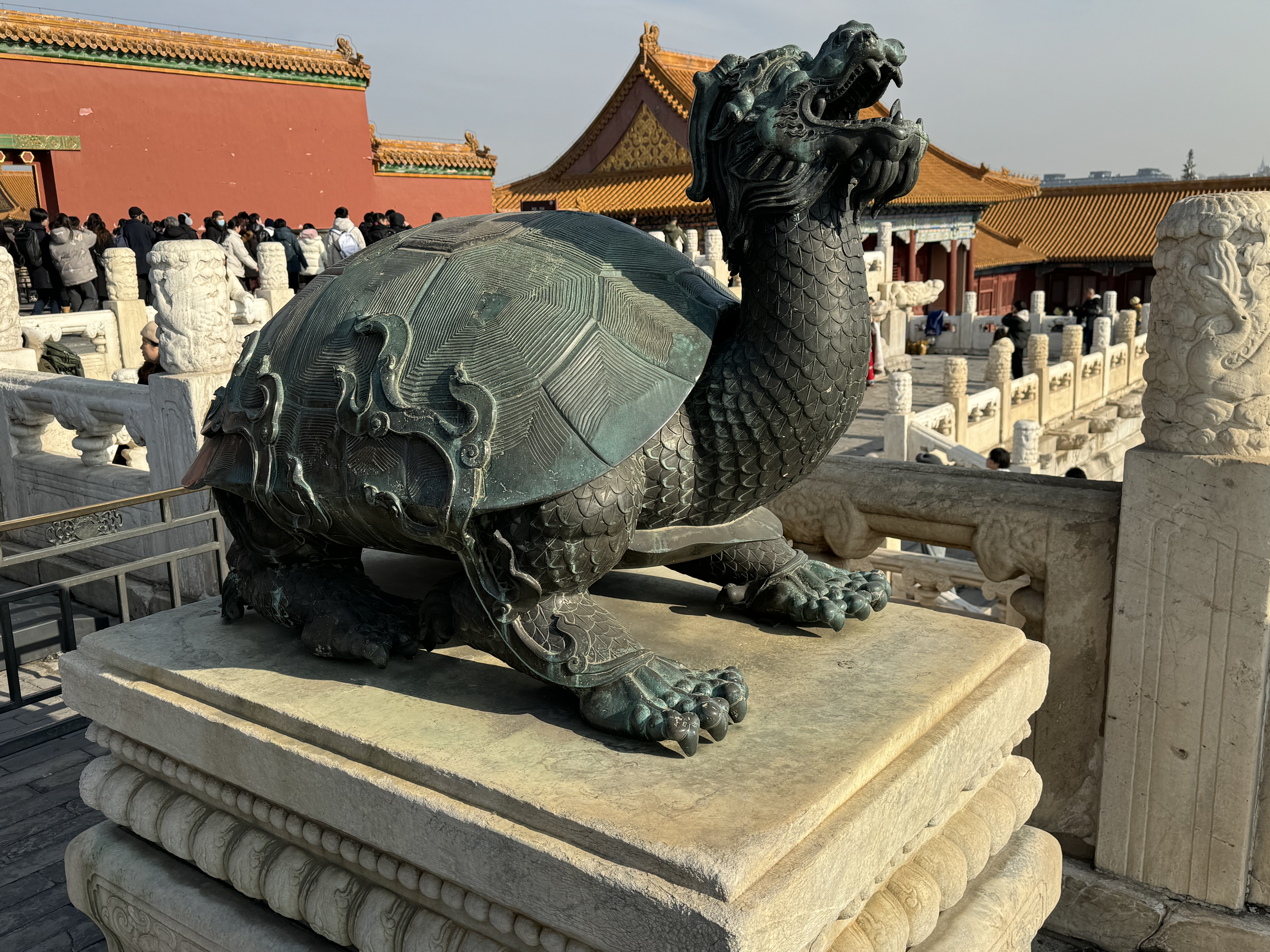
丹陛东侧的铜龟
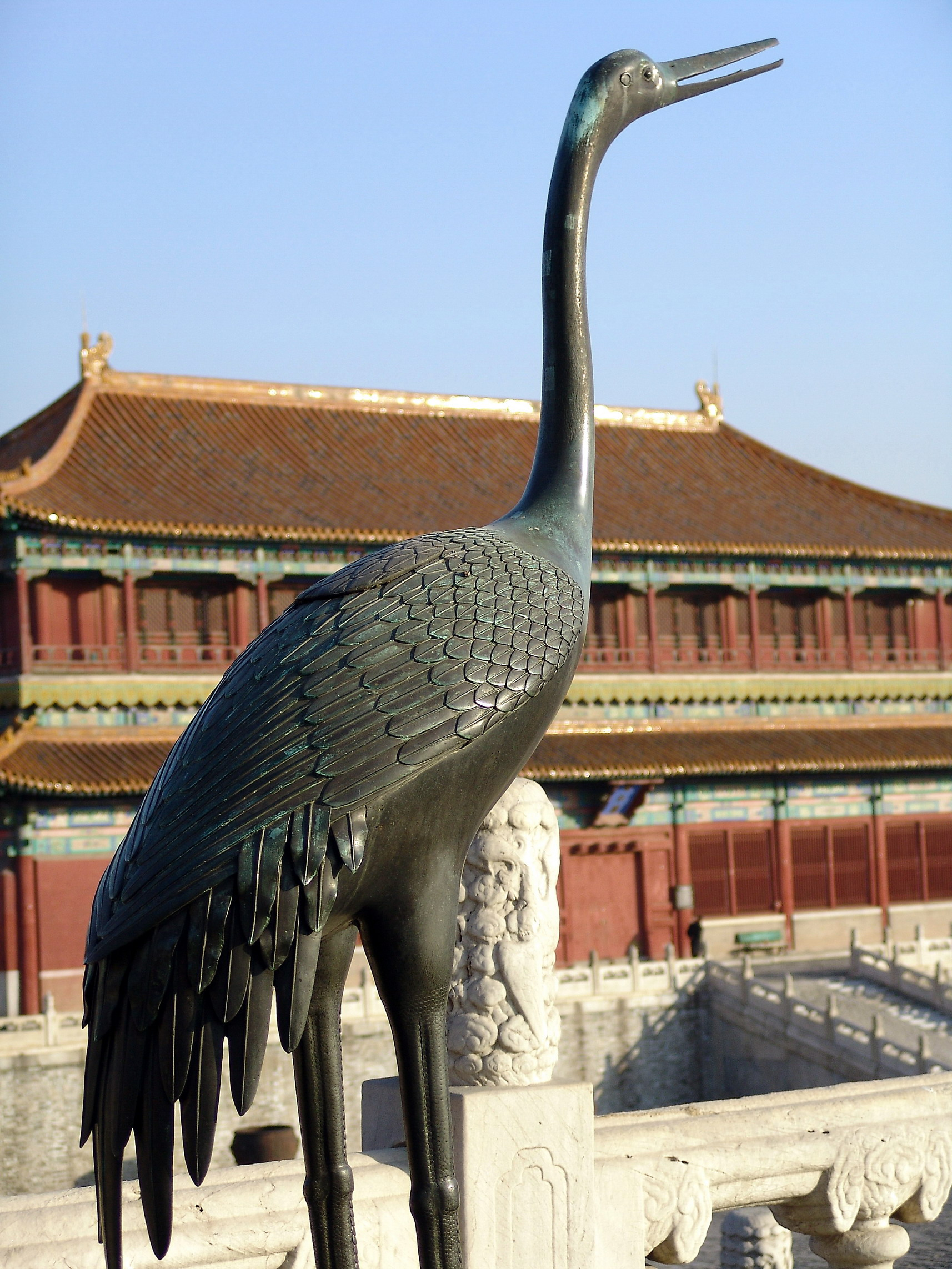
丹陛东侧的铜鹤
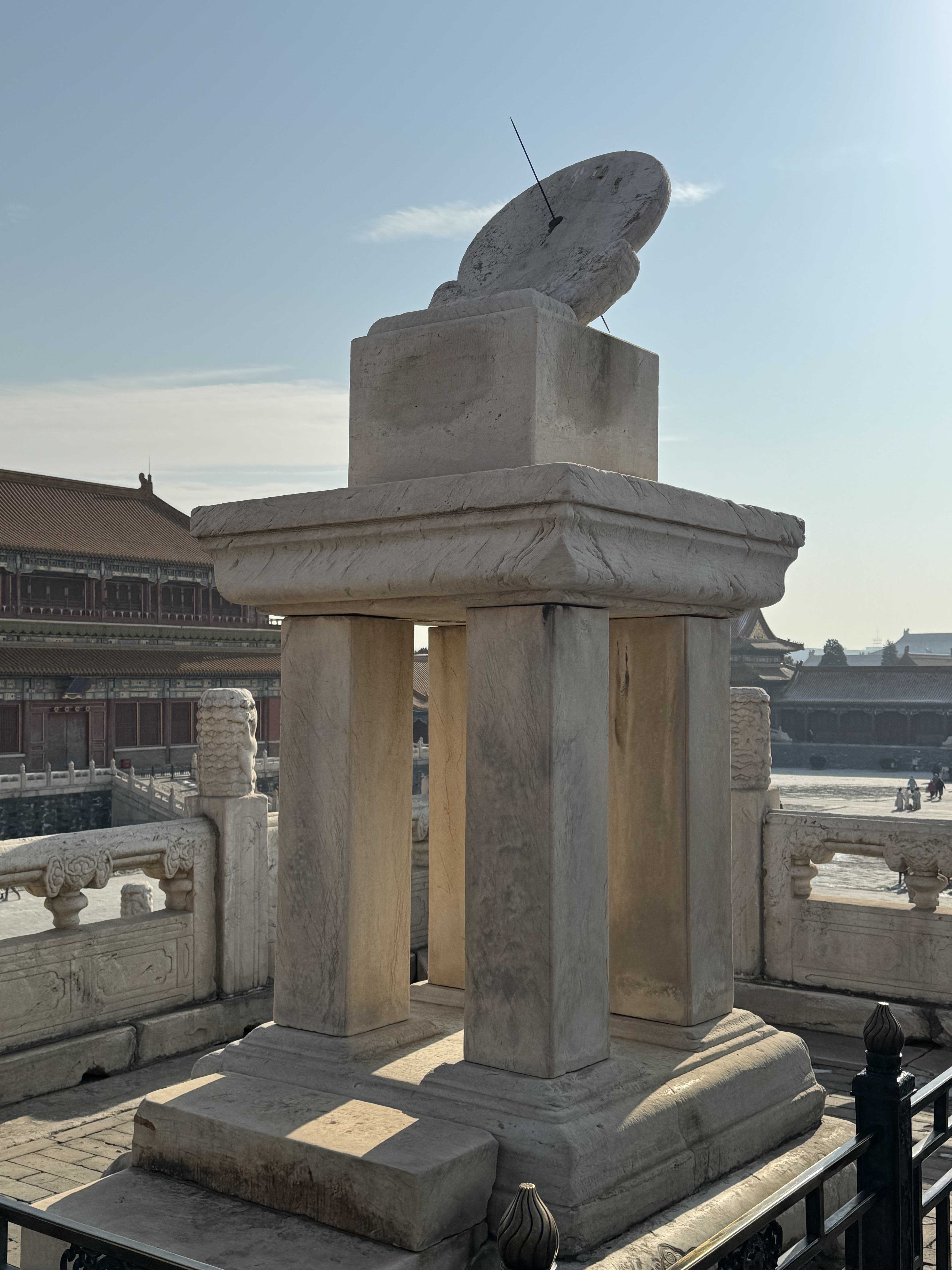
丹陛东侧的日晷
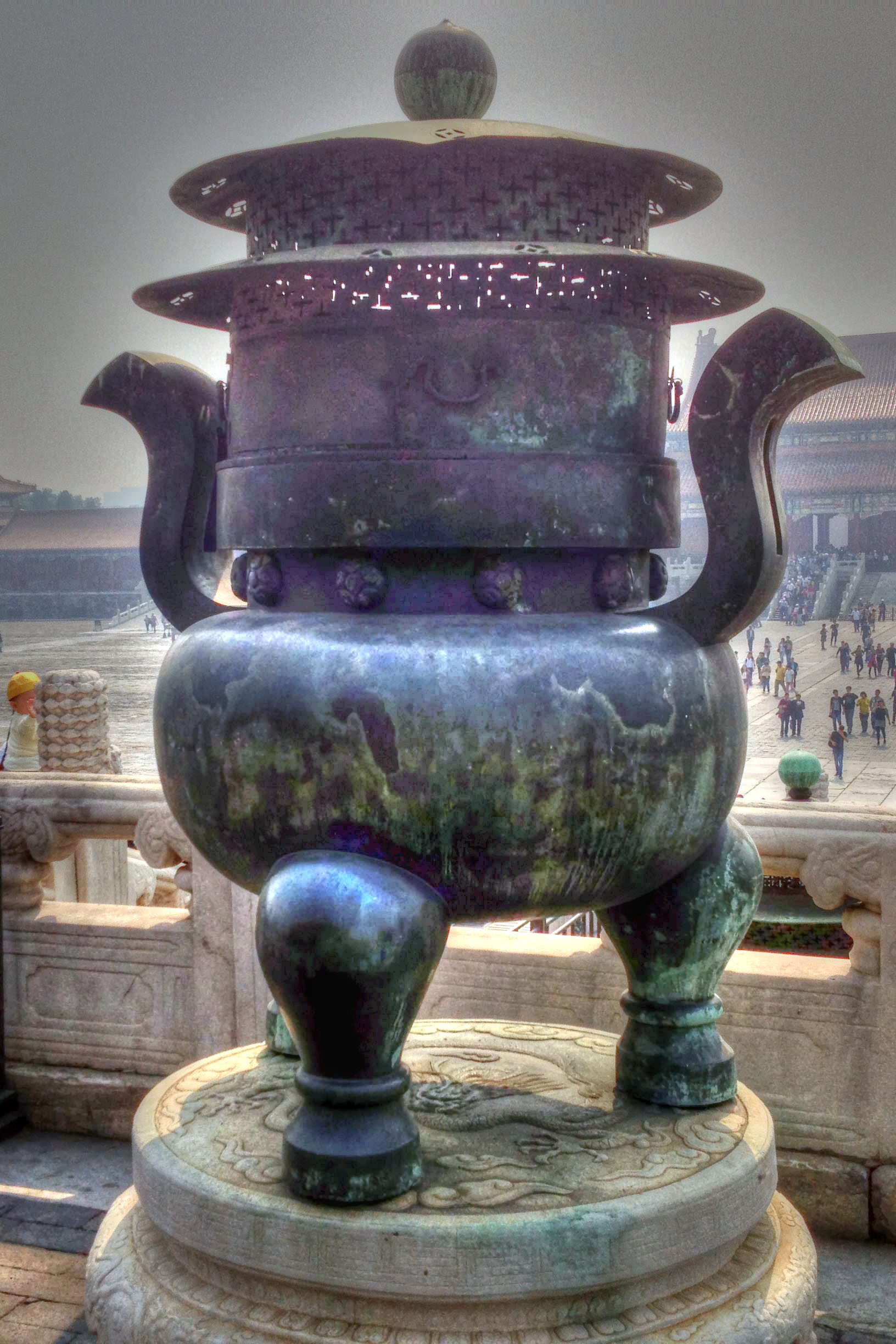
丹陛南侧的铜鼎之一
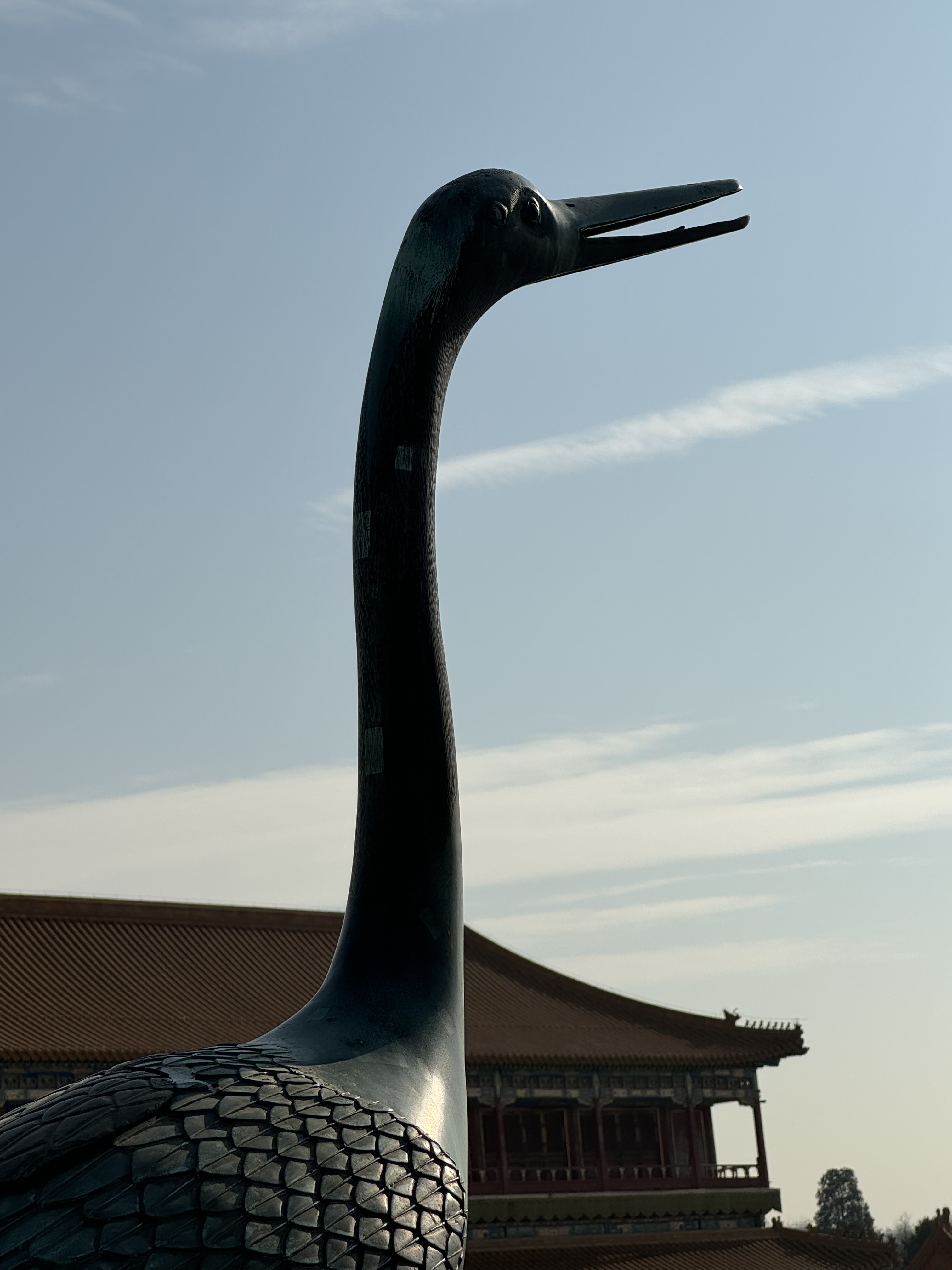
晨光下的铜鹤
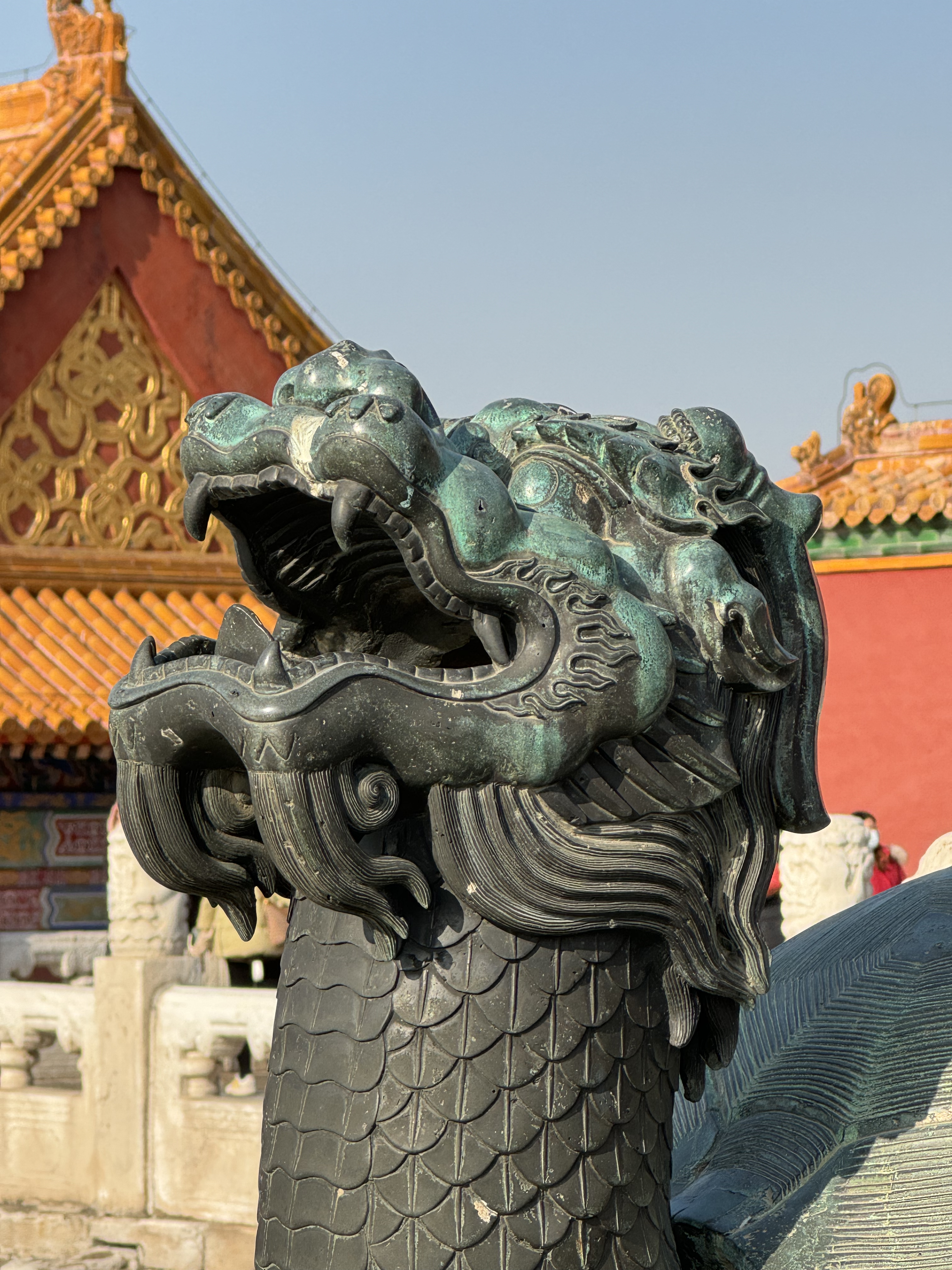
晨光下的铜龟

## 东西两庑
太和殿东西两侧的中右门、中左门到太和门东西两侧的之间，分别有庑房，即太和殿东庑、太和殿西庑。
2005年起，太和殿西庑的弘义阁举办皇家礼乐展，在弘义阁迤南西庑举办清宫武备展。后闭展。